# Vasilij Tjitjagov

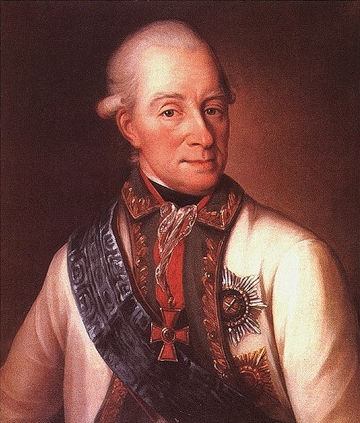
Vasilij Tjitjagov i uniform, porträtt av okänd konstnär.

Vasilij Jakovlevitj Tjitjagov ( ryska: Василий Яковлевич Чичагов ) född 28 februari 1726, död 4 april 1809, var en rysk amiral och upptäcktsresande. Han var far till Pavel Tjitjagov, som var en rysk amiral under Napoleonkrigen.

## Bakgrund
Tjitjagov gick in i flottan vid 16 års ålder och utbildade sig i Storbritannien. Under hela sitt liv uppskattade han allt som var brittiskt. Han kom att gifta sig med en engelsk kvinna och han tillbringade sina sista år i Storbritannien, efter att han hade dragit sig tillbaka 1797.

## Expeditioner
År 1764 organiserade vetenskapsmannen Lomonosov en expedition för att hitta Nordostpassagen mellan Atlanten och Stilla havet genom att segla längs Sibiriens norra kust. Tjitjagov som vid denna tid var ställföreträdande kommendant vid Arkhangelsk hamn fick i uppdrag att leda expeditionen som bestod av tre fartyg,Tjitjagov, Panov och Babajev. Trots att han seglade förbi Svalbard och nådde positionen 80° 26' N 1765 och 80° 30' N 1766, så misslyckades båda expeditionerna att hitta passagen.
Öar i Novaja Zemljas skärgård, Chichagof Island i Alexanderarkipelagen i sydöstra Alaska, viken och udden Nuka Hiva i Marquesasöarna i Franska Polynesien, och ett berg på Spetsbergen är uppkallade efter Tjitjagov.

## Militär karriär

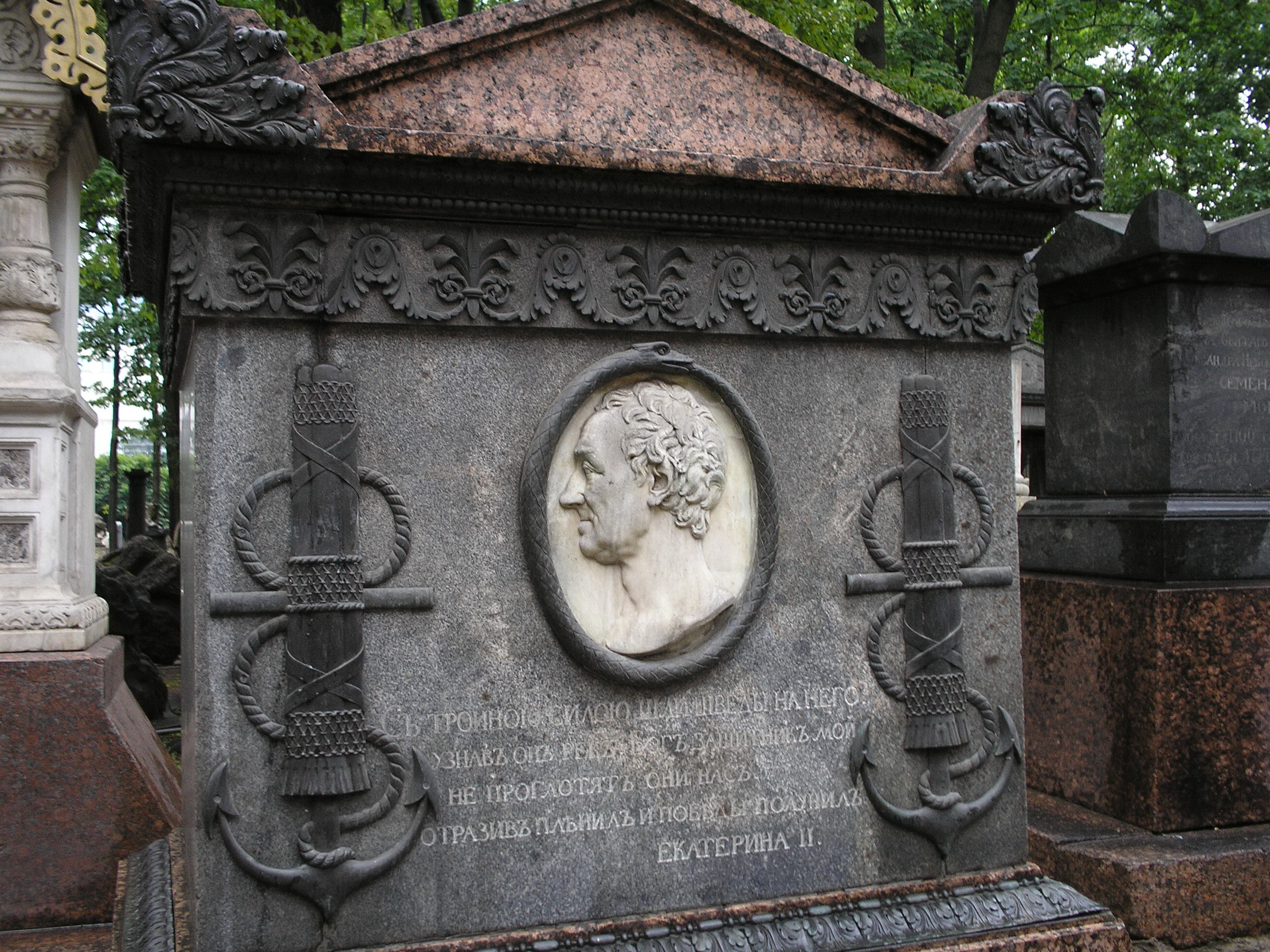
Vasilij Tjitjagovs grav

Under rysk-turkiska kriget 1768-1774 ansvarade Tjitjagov för försvaret av Kertjsundet och att förhindra osmanska krigsfartyg från att få tillträde till Azovska sjön . När kriget var över blev han ansvarig för hamnarna i Arkhangelsk,  Reval och Kronstadt. Under  Rysk-svenska kriget 1788-1790 var han överbefälhavare för Östersjöflottan. Han segrade i  slaget vid Öland (1789) och Sjöslaget vid Reval (1790), segrar som lät ryssarna tillfångata 5 000  svenska sjömän och 200 officerare.[källa behövs] Tjitjagov misslyckades dock att hålla den svenska flottan instängd under Viborgska gatloppet samma år. Detta ledde i sin tur till det katastrofala ryska nederlaget i Slaget vid Svensksund där man förlorade upp emot 80 fartyg och 10 000 man.

## Bilder

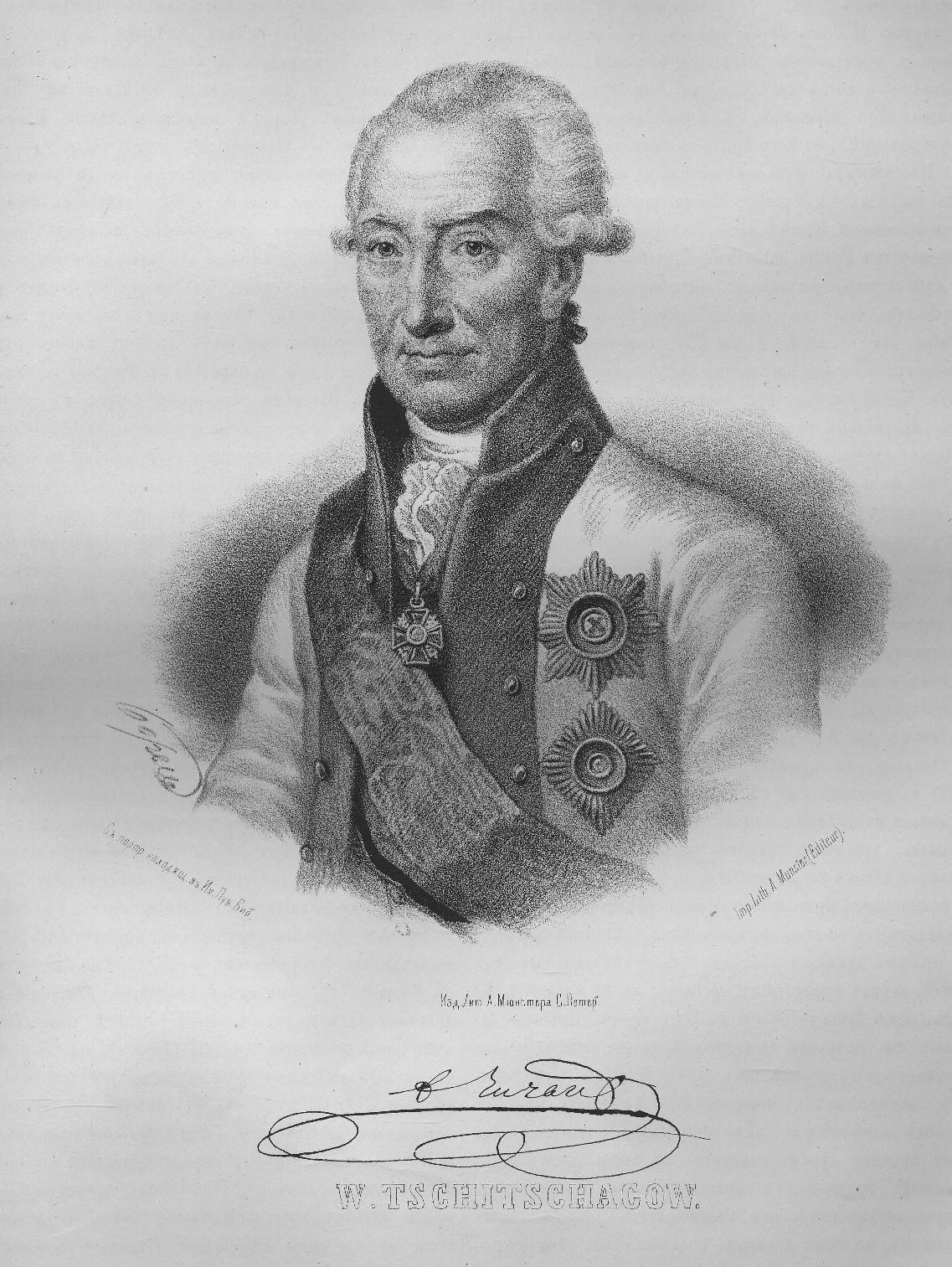
Vasilij Tjitjagov